# Gomina

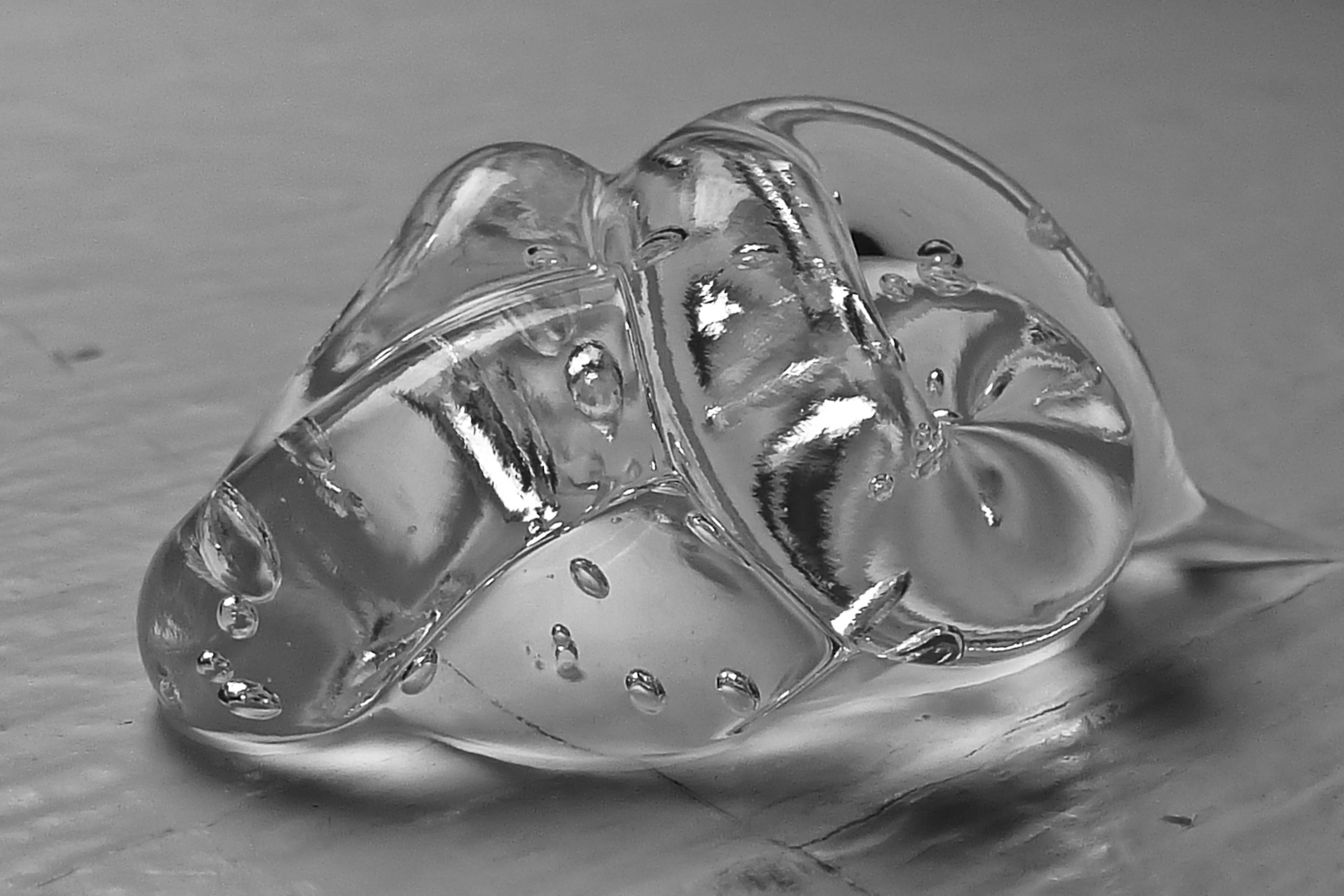
Gomina

La gomina est un produit cosmétique de type colloïdal qui s'applique sur les cheveux et leur donne un aspect lisse, brillant et surgras.
Par extension, dans le langage courant, l'adjectif gominé désigne non seulement le fait d'avoir les cheveux coiffés avec de la gomina, mais surtout d'avoir les cheveux à l'aspect brillant.
La gomina tend à être remplacée aujourd'hui, y compris dans le langage courant, par d'autres produits coiffants, comme le gel capillaire, moins gras et plus fixant (en crème ou en spray).

## Histoire
D'autres mots et procédés lui sont antérieurs et synonymes, tels la Brillantine, inventée par Ed. Pinaud en 1900, ou encore la Bandoline lancée vers 1844, une huile pour les cheveux composée à partir d'amandes ou de pépins de coing. Le mot « brillantine » est rapidement passé dans le langage courant, mais est de nos jours désuet.
Mot d'origine espagnole (Argentine), « gomina » qualifie, à partir du milieu des années 1920 et avant de passer dans le langage courant, une pommade capillaire destinée à lustrer les cheveux, à faciliter et maintenir le coiffage et à leur assurer un certain brillant. La Gomina Argentine est une marque déposée très courante dans les années 1930, et on trouve aussi la Gomina Brillantine. L'un des modèles masculins de cette époque est Rudolf Valentino.
Pour assurer la bonne tenue de la coiffure, il fallait passer plusieurs fois dans la journée un peigne enduit de gomina dans les cheveux. 
En Angleterre, fut lancé le Brylcreem (en) qui permettait aux cheveux des aviateurs de la RAF de tenir en place malgré l’usage du casque.  

« Durant la Seconde Guerre mondiale, les aviateurs anglais recevaient du Brylcreem dans leur paquetage, une crème coiffante fabriquée par la firme anglaise Birmingham County Chemical. Ils affectionnaient tellement son usage qu'on les surnommait les Brylcreem Boys. Le prestige de la RAF assura son succès auprès du public et plus d'un milliard de tubes furent vendus dans les années 1950 et 1960. En France, c'est le Pento, de fabrication anglaise également, qui connut un succès fulgurant (5 millions de tubes vendus en 1950) promu tout à la fois par les blousons noirs et par les vedettes de l'écran. Le Pento fait partie de la panoplie années 1960, puis le mot en lui-même deviendra synonyme de ringardise (dragueurs pénibles, rocker sur le retour, latin lover à l'ancienne…) »

En France, la crème capillaire « Pento », lancée en 1947, est toujours en vente en 2024. 